# Oscarsgalan 1945
Oscarsgalan 1945 som hölls 15 mars 1945 var den 17:e upplagan av Oscarsgalan där det prestigefyllda amerikanska filmpriset Oscar delades ut till filmer som kom ut under 1944.

## Priskategorier

### Bästa film
Vinnare:
Vandra min väg -  (Paramount)
Övriga nominerade:
Kvinna utan samvete -  (Paramount)
Gasljus -  (M-G-M)
Osynliga länkar -  (Selznick International Pictures)
Wilson -  (20th Century Fox)

### Bästa manliga huvudroll
Vinnare:
Vandra min väg - Bing Crosby
Övriga nominerade:
Gasljus - Charles Boyer
Vandra min väg - Barry Fitzgerald
Blott den som längtan känt... - Cary Grant
Wilson - Alexander Knox

### Bästa kvinnliga huvudroll
Vinnare:
Gasljus - Ingrid Bergman
Övriga nominerade:
Osynliga länkar - Claudette Colbert
Mr. Skeffington - Bette Davis
Mrs. Parkington - Greer Garson
Kvinna utan samvete - Barbara Stanwyck

### Bästa manliga biroll
Vinnare:
Vandra min väg - Barry Fitzgerald
Övriga nominerade:
Det sjunde korset - Hume Cronyn
Mr. Skeffington - Claude Rains
Laura - Clifton Webb
Osynliga länkar - Monty Woolley

### Bästa kvinnliga biroll
Vinnare:
Blott den som längtan känt... - Ethel Barrymore
Övriga nominerade:
Osynliga länkar - Jennifer Jones
Gasljus - Angela Lansbury
Draksådd - Aline MacMahon
Mrs. Parkington - Agnes Moorehead

### Bästa regi
Vinnare:
Vandra min väg - Leo McCarey
Övriga nominerade:
Livbåt - Alfred Hitchcock
Wilson - Henry King
Laura - Otto Preminger
Kvinna utan samvete - Billy Wilder

### Bästa originalmanus
Vinnare:
Wilson - Lamar Trotti
Övriga nominerade:
Ja, må han leva! - Preston Sturges
Miraklet - Preston Sturges
Tre hjärtan i otakt - Richard Connell, Gladys Lehman
Spökskeppet - Jerome Cady

### Bästa berättelse
Vinnare:
Vandra min väg - Leo McCarey
Övriga nominerade:
Hjältar dö aldrig - David Boehm, Chandler Sprague
Livbåt - John Steinbeck
Ingen skall undkomma - Alfred Neumann, Joseph Than
De tappra Sullivans - Edward Doherty, Jules Schermer

### Bästa manus
Vinnare:
Vandra min väg - Frank Butler, Frank Cavett
Övriga nominerade:
Kvinna utan samvete - Raymond Chandler, Billy Wilder
Gasljus - John L. Balderston, Walter Reisch, John Van Druten
Laura - Jay Dratler, Samuel Hoffenstein, Elizabeth Reinhardt
Vi mötas i St. Louis - Irving Brecher, Fred F. Finklehoffe

### Bästa foto (färg)
Vinnare:
Wilson - Leon Shamroy
Övriga nominerade:
Omslagsflickan - Rudolph Maté, Allen M. Davey
Travkungen - Edward Cronjager
Kalifen i Bagdad - Charles Rosher
Kvinnan i mörkret - Ray Rennahan
Vi mötas i St. Louis - George J. Folsey

### Bästa foto (svartvitt)
Vinnare:
Laura - Joseph LaShelle
Övriga nominerade:
Kvinna utan samvete - John F. Seitz
Draksådd - Sidney Wagner
Gasljus - Joseph Ruttenberg
Vandra min väg - Lionel Lindon
Livbåt - Glen MacWilliams
Osynliga länkar - Stanley Cortez, Lee Garmes
30 sekunder över Tokio - Robert Surtees, Harold Rosson
De objudna - Charles Lang
Dovers vita klippor - George J. Folsey

### Bästa scenografi (svartvitt)
Vinnare:
Gasljus - Cedric Gibbons, William Ferrari, Edwin B. Willis, Paul Huldschinsky
Övriga nominerade:
Address Unknown - Lionel Banks, Walter Holscher, Joseph Kish
Mark Twains äventyr - John Hughes, Fred M. MacLean
Casanova ordnar allt - Perry Ferguson, Julia Heron
Laura - Lyle R. Wheeler, Leland Fuller, Thomas Little
Det starka är det sköna värt - Hans Dreier, Robert Usher, Sam Comer
Osynliga länkar - Mark-Lee Kirk, Victor A. Gangelin
Jag bara sjunger - Albert S. D'Agostino, Carroll Clark, Darrell Silvera, Claude E. Carpenter

### Bästa scenografi (färg)
Vinnare:
Wilson - Wiard Ihnen, Thomas Little
Övriga nominerade:
Farlig makt - John B. Goodman, Alexander Golitzen, Russell A. Gausman, Ira Webb
Omslagsflickan - Lionel Banks, Cary Odell, Fay Babcock
Ökensången - Charles Novi, Jack McConaghy
Kalifen i Bagdad - Cedric Gibbons, Daniel B. Cathcart, Edwin B. Willis, Richard Pefferle
Kvinnan i mörkret - Hans Dreier, Raoul Pene Du Bois, Ray Moyer
Prinsessan och piraten - Ernst Fegté, Howard Bristol

### Bästa ljud
Vinnare:
Wilson - Edmund H. Hansen (20th Century-Fox SSD)
Övriga nominerade:
Brazil - Daniel J. Bloomberg (Republic SSD)
Casanova ordnar allt - Thomas T. Moulton (Samuel Goldwyn SSD)
Omslagsflickan - John P. Livadary (Columbia SSD)
Kvinna utan samvete - Loren L. Ryder (Paramount SSD)
Hon som kom köksvägen - Bernard B. Brown (Universal SSD)
Hollywood Canteen - Nathan Levinson (Warner Bros. SSD)
Det hände i morgon - Jack Whitney (Sound Services Inc.)
Kalifen i Bagdad - Douglas Shearer (M-G-M SSD)
Manhattan rytm - Stephen Dunn (RKO Radio SSD)
Rösten i stormen - Mac Dalgleish (RCA Sound)

### Bästa klippning
Vinnare:
Wilson - Barbara McLean
Övriga nominerade:
Vandra min väg - LeRoy Stone
Janie - alla tiders flicka - Owen Marks
Blott den som längtan känt... - Roland Gross
Osynliga länkar - Hal C. Kern, James E. Newcom

### Bästa specialeffekter
Vinnare:
30 sekunder över Tokio - A. Arnold Gillespie (visuella), Donald Jahraus (visuella), Warren Newcombe (visuella), Douglas Shearer (ljud)
Övriga nominerade:
Mark Twains äventyr - Paul Detlefsen (visuella), John Crouse (visuella), Nathan Levinson (ljud)
Dagar av ära - Vernon L. Walker (visuella), James G. Stewart (sound), Roy Granville (ljud)
Secret Command - David Allen (visuella), Ray Cory (visuella), Robert Wright (visuella), Russell Malmgren (ljud), Harry Kusnick (ljud)
Osynliga länkar - Jack Cosgrove (visuella), Arthur Johns (ljud)
En hjältes liv - Farciot Edouart (photographic), Gordon Jennings (visuella), George Dutton (ljud)
Wilson - Fred Sersen (visuella), Roger Heman Sr. (ljud)

### Bästa sång
Vinnare:
Vandra min väg - Jimmy Van Heusen (musik), Johnny Burke (text) för "Swinging on a Star".
Övriga nominerade:
Säg det med musik - Jimmy McHugh (musik), Harold Adamson (text) för "I Couldn't Sleep a Wink Last Night".
Hollywood dansar och ler - Jule Styne (musik), Sammy Cahn (text) för "I'll Walk Alone".
Benny kommer till stan - James V. Monaco (musik), Mack Gordon (text) för "I'm Making Believe".
Omslagsflickan - Jerome Kern (musik), Ira Gershwin (text) för "Long Ago and Far Away".
Med flickor i lasten - Harold Arlen (musik), Ted Koehler (text) för "Now I Know".
Minstrel Man - Harry Revel (musik), Paul Francis Webster (text) för "Remember Me to Carolina".
Brazil - Ary Barroso (musik), Ned Washington (text) för "Rio de Janeiro".
Swing It, Lady! - Lew Pollack (musik), Charles Newman (text) för "Silver Shadows and Golden Dreams".
Hollywood Canteen - M.K. Jerome (musik), Ted Koehler (text) för "Sweet Dreams Sweetheart".
Song of the Open Road - Walter Kent (musik), Kim Gannon (text) för "Too Much in Love".
Vi mötas i St. Louis - Ralph Blane, Hugh Martin för "The Trolley Song".

### Bästa filmmusik (musikal)
Vinnare:
Omslagsflickan - Carmen Dragon, Morris Stoloff
Övriga nominerade:
Brazil - Walter Scharf
Säg det med musik - C. Bakaleinikoff
Hollywood Canteen - Ray Heindorf
En sång, en kyss, en flicka - Alfred Newman
På kärlekens vingar - Werner R. Heymann, Kurt Weill
Kvinnan i mörkret - Robert Emmett Dolan
Swing It, Lady! - Edward J. Kay
Vi mötas i St. Louis - George Stoll
Glada trubadurer - Hans J. Salter
Minstrel Man - Leo Erdody, Ferde Grofé Sr.
Sensation 1945 - Mahlon Merrick
Song of the Open Road - Charles Previn
Med flickor i lasten - Louis Forbes, Ray Heindorf

### Bästa filmmusik (drama eller komedi)
Vinnare:
Osynliga länkar - Max Steiner
Övriga nominerade:
Address Unknown - Morris Stoloff, Ernst Toch
Mark Twains äventyr - Max Steiner
Ödets bro - Dimitri Tiomkin
Casanova ordnar allt - Arthur Lange
Att älska så... - Hans J. Salter
Kvinna utan samvete - Miklós Rózsa
Stilla havets hjältar - Walter Scharf, Roy Webb
Den håriga apan - Michel Michelet, Edward Paul
Det hände i morgon - Robert Stolz
Jack London - Freddie Rich
Kalifen i Bagdad - Herbert Stothart
Blott den som längtan känt... - C. Bakaleinikoff, Hanns Eisler
Prinsessan och piraten - David Rose
En sällsam bekännelse - Karl Hajos
Three Russian Girls - W. Franke Harling
Svartsjuka fruar - Edward Paul
Rösten i stormen - Michel Michelet
Wilson - Alfred Newman
Mästerskytten från Dodge City - Miklós Rózsa

### Bästa kortfilm (tvåaktare)
Vinnare:
I Won't Play - Gordon Hollingshead
Övriga nominerade:
Bombalera - Louis Harris
Main Street Today - Jerry Bresler

### Bästa kortfilm (enaktare)
Vinnare:
Who's Who in Animal Land - Jerry Fairbanks
Övriga nominerade:
Blue-Grass Gentlemen - Edmund Reek
Jammin' the Blues - Gordon Hollingshead
Movie Pests - Pete Smith
50th Anniversary of Motion Pictures - Ralph Staub

### Bästa animerade kortfilm
Vinnare:
Mouse Trouble - Fred Quimby
Övriga nominerade:
And to Think I Saw It on Mulberry Street - George Pal
Dog, Cat, and Canary -  (Columbia)
Fish Fry - Walter Lantz
Jan Långben som halvback - Walt Disney
My Boy Johnny - Paul Terry
Swooner Crooner -  (Warner Bros.)

### Bästa dokumentära kortfilm
Vinnare:
With the Marines at Tarawa -  (U.S. Marine Corps)
Övriga nominerade:
Hymn of the Nations -  (Office of War Information)
New Americans -  (RKO Radio)

### Bästa dokumentärfilm
Vinnare:
Havets drottning -  (20th Century-Fox, U.S. Navy)
Övriga nominerade:
Resisting Enemy Interrogation -  (U.S. Army Air Force)

### Ungdomspris
Margaret O'Brien

### Heders-Oscar
Bob Hope

### Irving G. Thalberg Memorial Award
Darryl F. Zanuck